# Obi (Nassarawa)
Obi è una delle tredici aree a governo locale (local government areas) in cui è suddiviso lo Stato di Nassarawa, nella Repubblica Federale della Nigeria. Estesa su una superficie di 967 km² conta una popolazione di 148.874 abitanti.